# Czerwonka Mała
Czerwonka Mała – jezioro w woj. warmińsko-mazurskim, w pow. olsztyńskim, w gminie Purda, we wsi Łajs, leżące na terenie Pojezierza Olsztyńskiego.
Według urzędowego spisu opracowanego przez Komisję Nazw Miejscowości i Obiektów Fizjograficznych (KNMiOF) nazwa tego jeziora to Czerwonka Mała. W różnych publikacjach i na mapach topograficznych jezioro to występuje pod nazwą Mała Czerwonka.
Powierzchnia zwierciadła wody według różnych źródeł wynosi od 20,0 do 20,6 ha. Maksymalna głębokość jeziora wynosi 17,8 m. Zwierciadło wody położone jest na wysokości 128,5 m n.p.m.
Ze względu na duże walory przyrodnicze jeziora te na mocy Rozporządzenia nr 54 Wojewody Olsztyńskiego z dnia 16.06.1998 ustanowiono użytkiem ekologicznym. Obowiązuje tu zakaz niszczenia roślinności, budowania kładek i pomostów, zmiany stosunków wodnych i naruszania linii brzegowej.